# Miro Moreira
Waldomiro da Cruz Moreira Júnior (nascido em 6 de abril de 1984), conhecido como Miro Moreira, é um modelo, ator e diretor de fotografia brasileiro.

## Biografia
Moreira nasceu em São Paulo . Segundo ele, na adolescência ele era como o "patinho feio", porque era magro, usava aparelho e tinha muitas espinhas.
No começo, ele trabalhava em um banco, mas depois de seus colegas de trabalho o encorajarem a prosseguir a carreira de modelo, ele deixou o cargo. Ele começou como modelo nas passarelas da São Paulo Fashion Week. Desde então, ele já desfilou para Giorgio Armani, Armani Exchange, D&G, Belstaff, Lebole, Sean John, Roberto Cavalli, Dudalina, Aramis, Blue Man, entre outros. Ele também foi o cover de “L’Officiel”, uma das revistas de moda mais famosos da Europa.
No Brasil, ele ganhou grande repercussão ao fazer um ensaio para o site brasileiro "Terra" e ao participar da 1ª temporada do reality show A Fazenda, a versão brasileira do seriado The Farm.

## Filmografia

### Filmes
| Ano  | Título                               | Papel          | Diretor(es)   | Notas |
| ---- | ------------------------------------ | -------------- | ------------- | ----- |
| 2021 | Hopekillers - Matadores da Esperança | Munkar Netzach | Thiago Moyses | [ 1 ] |

## Links Externos
Miro Moreira no Instagram